# Contact (1992)
Contact ist ein US-amerikanischer Kurzfilm von 1992 unter der Regie von Jonathan Darby. Der Film war 1993 für einen Oscar nominiert. Elias Koteas und Brad Pitt spielen zwei gegnerische Soldaten, die in der irakischen Wüste aufeinandertreffen.

## Inhalt
Dem Film sind die Worte vorangestellt, dass die Handlung auf wahren Begebenheiten beruht.
Während des Golfkrieges stehen sich der amerikanische Soldat Cox und der arabische Soldat Mohannan in der irakischen Wüste gegenüber. Cox wurde von seiner Einheit abgeschnitten, hat allerdings noch über Funk Kontakt zu dieser. Ihm geht durch den Kopf, dass er seinen Gegner töten müsste, um nicht selbst zum Opfer zu werden. Cox hat den Finger schon am Abzug, bringt es jedoch nicht über sich abzudrücken, als er durch sein Scharfschützenfernrohr sieht, dass sein Gegner ein Bild in der Hand hält, das wohl seine Familie zeigt. Als die Männer sich dann gegenüberstehen, begreifen sie, dass es besser ist, ihre Waffen niederlegen und zu kooperieren. Nur gemeinsam haben sie eine Chance, in der glutheißen Wüste zu überleben, zumal sie auch noch vor einem möglichen Giftgasangriff gewarnt werden.
Eine gegenseitige Annäherung gestaltet sich jedoch schwierig, da die Männer sich nach wie vor misstrauen. Das Eindringen in eine unter der Sandwüste befindliche Höhle schützt beide zumindest zeitweise vor der flirrenden Hitze. Allerdings stoßen sie dort auch auf die Leiche eines Arabers. Das bringt die Männer dazu, erstmals miteinander zu sprechen. Etwas später lachen sie sogar miteinander.
Dann jedoch treffen weitere Männer einer irakischen Patrouille in der Wüste ein. Sie sind schwer bewaffnet und dringen in die Höhle ein, wo sie den toten Araber entdecken. Danach ziehen sie sich wieder zurück. Cox und Mohannan haben sich vorsorglich in einen hinteren Teil der Höhle begeben. Beim aufziehenden Morgengrauen begraben sie gemeinsam den irakischen Soldaten und verabschieden sich sodann mit einem Händedruck.

## Produktionsnotizen

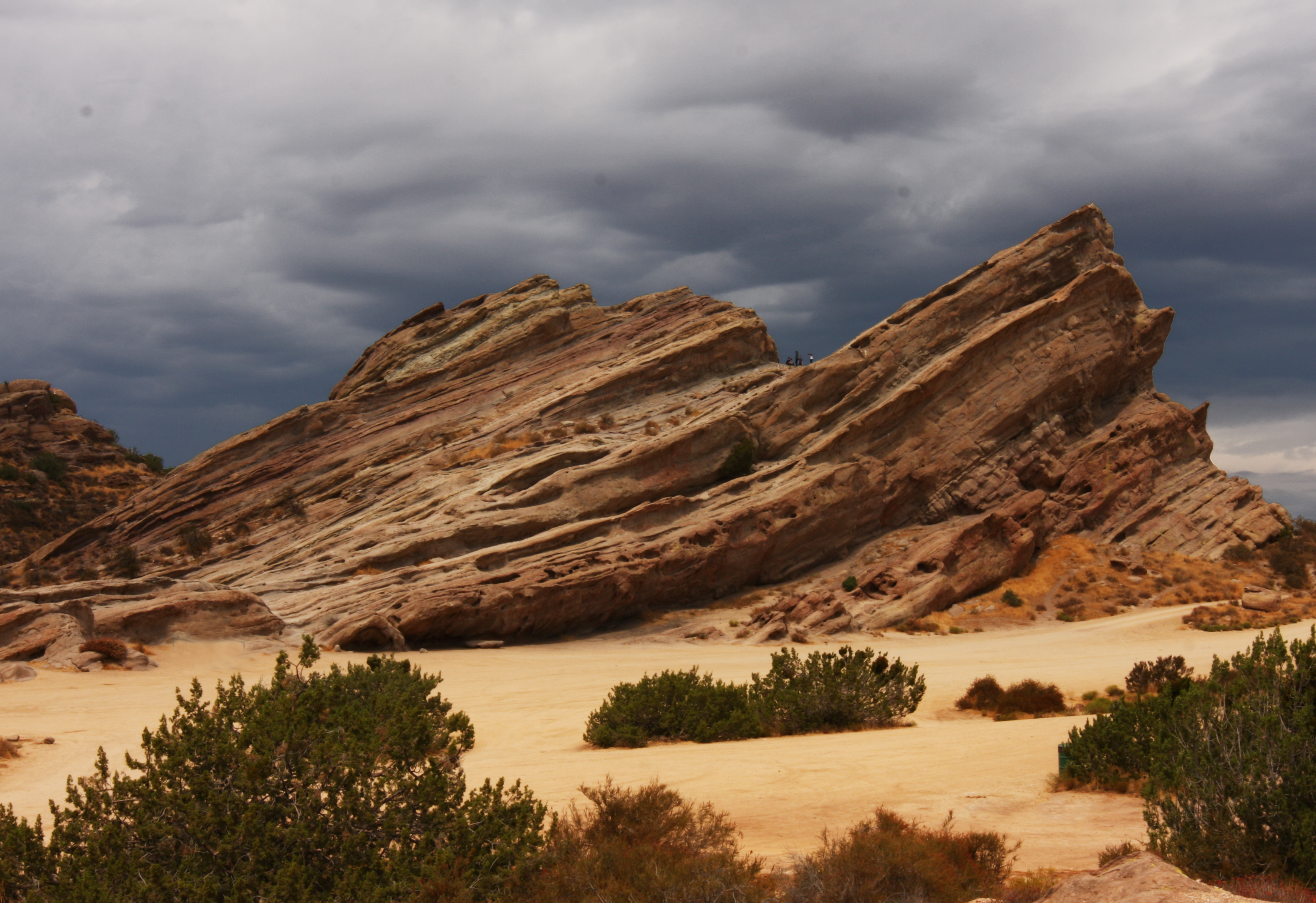
Rocks County Park: Felsformation im Vasquez-Rocks-Park, einem der Drehorte des Films

Der Film wurde von Chanticleer Films produziert. Gedreht wurde im Vasquez Rocks Natural Area Park im W. Escondido Canyon in Auga Dulce in Kalifornien. Der portugiesische Titel des Films ist Estranhas Relações.

## Auszeichnungen
Academy Awards, USA 1993
- nominiert für einen Oscar waren Jonathan Darby und Jana Sue Memel für und mit dem Film in der Kategorie „Bester Kurzfilm“

Heartland International Film Festival 1993
- ausgezeichnet mit dem Crystal Heart Award wurde Jonathan Darby für und mit dem Film